# Rüdiger Pompl
Rüdiger Pompl (* 14. November 1944 in Tachauer Schmelztal (heute Tachovská Huť), Kreis Marienbad, Sudetenland) ist ein deutscher Jurist und Lokalpolitiker der CSU. Er war langjähriger Bürgermeister der mittelfränkischen Kreisstadt Lauf an der Pegnitz.

## Leben
Nach Abschluss seines Studiums der Rechtswissenschaften an der Friedrich-Alexander-Universität Erlangen war Pompl zunächst als Anwalt tätig. Seit Juli 1975 war er als Verwaltungsjurist bei der Stadt Lauf beschäftigt, zwei Jahre später erfolgte seine Ernennung zum städtischen Rechtsrat und Leiter des Rechtsamtes. 1979 wurde er zum 1. Bürgermeister der Stadt Lauf gewählt. Diesen Posten hatte er bis zu seiner Pensionierung Ende April 2008 inne.

## Ehrungen (Auswahl)
- 2007: Bayerische Verfassungsmedaille in Silber
- 2011: Verdienstkreuz am Bande der Bundesrepublik Deutschland
- 2015: Ehrenbürger von Lauf an der Pegnitz